# بيركاني
بيركاني هي قرية في مقاطعة بيرانشهر، إيران. يقدر عدد سكانها بـ 193 نسمة بحسب إحصاء 2016.